# 1979 în film
- 1978 în cinematografie — 1979 în cinematografie — 1980 în cinematografie

## Filmele cu cele mai mari încasări

### În SUA
| Loc | Titlu                         | Distribuitor                    | Încasări     |
| --- | ----------------------------- | ------------------------------- | ------------ |
| 1.  | Kramer vs. Kramer             | Columbia                        | $106,260,000 |
| 2.  | The Amityville Horror         | American International Pictures | $86,432,520  |
| 3.  | Rocky II                      | United Artists                  | $85,182,160  |
| 4.  | Apocalypse Now                | United Artists                  | $83,471,511  |
| 5.  | Star Trek: The Motion Picture | Paramount                       | $82,258,456  |
| 6.  | Alien                         | 20th Century Fox                | $80,931,801  |
| 7.  | 10                            | Warner Bros.                    | $74,865,517  |
| 8.  | The Jerk                      | Universal                       | $73,691,419  |
| 9.  | Moonraker                     | United Artists                  | $70,308,099  |
| 10. | The Muppet Movie              | Associated Film Distribution    | $65,200,000  |

### În lume
| Țară           | Titlu                       | Distribuitor           | Încasări (monedă locală) | Încasări (US$) |
| -------------- | --------------------------- | ---------------------- | ------------------------ | -------------- |
| India          | Suhaag                      | Sharma Cine Associates | ₹100,000,000             | $12,310,000    |
| Japan          | Galaxy Express 999          | Toei                   | ¥16,500,000,000          | $76,120,000    |
| Soviet Union   | Zhenshchina, Kotoraya Poyot | Mosfilm                | 13,725,000 руб           | $20,827,011    |
| United Kingdom | Superman                    | Columbia-EMI-Warner    | £11,547,308              | $24,455,309    |

## Premii

### Oscar
- Cel mai bun film:
- Cel mai bun regizor:
- Cel mai bun actor:
- Cea mai bună actriță:
- Cel mai bun film străin:

Articol detaliat: Oscar 1979

### César
- Cel mai bun film:
- Cel mai bun actor:
- Cea mai bună actriță:
- Cel mai bun film străin:

Articol detaliat: Césars 1979

### BAFTA
- Cel mai bun film:
- Cel mai bun actor:
- Cea mai bună actriță:
- Cel mai bun film străin: